# فلسک
فلَسک (به انگلیسی: Flask) عنوان یک چارچوب وب ساده و سبک و در عین حال قدرتمند برای زبان برنامه‌نویسی پایتون است.
فلسک عموماً به عنوان یک ریزچارچوب شناخته می‌شود؛ به این معنی که خصوصیاتی نظیر نگاشت شیء-رابطه‌ای، اعتبارسنجی فرم‌ها و دیگر ویژگی‌هایی که در چارچوب‌های بزرگ‌تر مانند جنگو یافت می‌شوند را ندارد؛ اما در عوض دستِ توسعه‌دهنده را برای اعمال پیاده‌سازی مورد نظرش کاملاً باز می‌گذارد و در کنار آن امکان گسترش به وسیلهٔ تعداد زیادی افزونه‌های طرف سوم را داراست.

## مقایسه بافریمورک جنگو
میکرو فریمورک فلسک دارای پلاگین‌هایی می‌باشد که قابل افزودن هستند اما در فریمورک جانگو چنین امکانی وجود ندارد.
فریمورک فلسک برای توسعه بک‌اندهای ساده مناسب می‌باشد، درصورتی که فریمورک جنگو  در پروژه‌هایی همچون اینستاگرام و یوتیوب به کار رفته است.

## تاریخچه
فلسک توسط آرمین روناچر از گروه pocoo، یک گروه بین‌المللی از علاقمندان به پایتون که در سال ۲۰۰۴ تشکیل شد، ساخته شده است. به گفته روانچار، ایدهٔ پروژه از یک دروغ آوریل بود که آنقدر طرفدار داشت که آن را به یک پروژه واقعی تبدیل کند.
زمانی که روانچار و جورج برندل با پایتون یک انجمن گفت‌وگو ایجاد کردند، پروژه‌های pocoo شامل جعبه‌ابزار (به انگلیسی: werkzeug) و جینجا (به انگلیسی: jinja) ساخته شدند. فلسک میان علاقمندان به پایتون، محبوب شده است. تا ژانویه ۲۰۲۰ در گیت‌هاب بیشتر از هر چارچوب پایتونی دیگری ستاره دارد و به عنوان محبوب‌ترین چارچوب وب پایتون در نظر سنجی سال ۲۰۱۸ برنامه نویسان پایتون که توسط شرکت جت‌برینز انجام شده‌ بود، انتخاب شد.

## ویژگی‌ها
برخی ویژگی‌ها و کارکردهای فلسک عبارتند از:
- توانایی تولید صفحه‌های وب
- روشی خاص برای دریافت نشانی‌های وب
- اجرای کارساز وب
- دریافت اطلاعات از کاربر
- مدیریت بارگذاری پرونده‌ها
- مدیریت خطاها
- ذخیره‌سازی اطلاعات و خطاهای مرتبط با وب‌گاه
- تعامل با نرم‌افزارهای کارساز وب دیگر

## مثال
برنامهٔ «سلام، دنیا!» در فلسک:
```
from
 
flask
 
import
 
Flask

app
 
=
 
Flask
(
__name__
)

@app
.
route
(
'/'
)

def
 
hello_world
():

    
return
 
'Hello World!'

if
 
__name__
 
==
 
'__main__'
:

    
app
.
run
()

```